# Paraturbanella dolichodema
Paraturbanella dolichodema is een buikharige uit de familie van de Turbanellidae. De wetenschappelijke naam van de soort werd voor het eerst geldig gepubliceerd in 2010 door Hummon.